# Glenugie Peak
Glenugie Peak är en bergstopp i Australien. Den ligger i kommunen Clarence Valley och delstaten New South Wales, i den sydöstra delen av landet, omkring 480 kilometer norr om delstatshuvudstaden Sydney. Toppen på Glenugie Peak är 316 meter över havet, eller 234 meter över den omgivande terrängen. Bredden vid basen är 2,7 km.
Närmaste större samhälle är South Grafton, omkring 19 kilometer nordväst om Glenugie Peak.
I omgivningarna runt Glenugie Peak växer i huvudsak städsegrön lövskog. Runt Glenugie Peak är det mycket glesbefolkat, med 4 invånare per kvadratkilometer. Genomsnittlig årsnederbörd är 1 541 millimeter. Den regnigaste månaden är januari, med i genomsnitt 241 mm nederbörd, och den torraste är oktober, med 28 mm nederbörd.